# 現代的教育ニーズ取組支援プログラム
現代的教育ニーズ取組支援プログラム（げんだいてききょういくニーズとりくみしえんプログラム、以下、現代GP:Good Practice）は、各種審議会からの提言等、社会的要請の強い政策課題に対応して文部科学省がテーマ設定を行い、そうしたテーマに対応する特に優れた大学教育の取組が選ばれ、その取組に対し財政支援が行われるしくみである。2004年度から実施されている。文部科学省が行う国公私立大学を通じた大学教育改革の支援としては、他に特色ある大学教育支援プログラム（特色GP）などがある。
2008年度からは、特色GPと合わせて発展的に「質の高い大学教育推進プログラム」（教育GP）へと統合された。
審査・評価は、有識者や専門家等によって構成される「現代的教育ニーズ取組選定委員会」で行われる。
2007年度予算額は51億円となっている。
2005年度の募集テーマは次の6つである。
- 「地域活性化への貢献」
- 「知的財産関連教育の推進」
- 「仕事で英語が使える日本人の育成」
  - 「人材交流による産学連携教育」
- 「ニーズに基づく人材育成を目指したe-Learning Programの開発」

なお、特色ある大学教育支援プログラム（特色GP）のほうが、大学教育の改善に資する種々の取組のうち、今日まで継続的に実施し実績を挙げている取組を対象としているのに対して、この現代GPは、各大学等がテーマの趣旨・目的にそって確実な計画のもとに新たな大学教育改革を図ろうとしているもので、日本の大学教育改革に資する取組についてを対象としている。

## 平成17年度選定大学

### 知的財産関連教育の推進
- 岩手大学
- 京都教育大学
- 大阪教育大学
- 山口大学
- 札幌医科大学

### 地域活性化への貢献（地元密着型）
- 茨城大学
- 筑波大学
- 都留文科大学
- 埼玉大学
- 福井大学
- 愛知教育大学
- 奈良女子大学
- 高崎経済大学
- 大阪市立大学
- 跡見学園女子大学
- 東京国際大学
- 千葉工業大学
- 青山学院大学
- 昭和女子大学
- 明治学院大学
- 立教大学
- 神奈川工科大学
- 桐蔭横浜大学
- フェリス女学院大学
- 京都橘大学

### 地域活性化への貢献（広域展開型）
- 東京学芸大学
- 京都大学
- 兵庫教育大学
- 神戸大学
- 岡山大学
- 九州工業大学
- 青森県立保健大学
- 埼玉県立大学
- 大阪府立大学
- 多摩美術大学
- 東京農業大学
- 明治大学
- 同志社大学
- 立命館大学
- 神戸学院大学

### 仕事で英語が使える日本人の育成
- 群馬大学
- 東京海洋大学
- 名古屋工業大学
- 神戸大学
- 北陸先端科学技術大学院大学
- 麗澤大学
- 上智大学
- 東京女子医科大学
- 愛知淑徳大学
- 南山大学

### 人材交流による産学連携教育
- 帯広畜産大学
- 九州工業大学
- 浅井学園大学
- 慶應義塾大学
- 同志社大学
- 立命館大学

### ニーズに基づく人材育成を目指したe-Learning Program の開発
- 東京医科歯科大学
- 東京外国語大学
- 東京工業大学
- 大阪大学
- 大阪外国語大学
- 大阪府立大学
- 北海道情報大学
- 東京歯科大学
- 青山学院大学
- 金沢工業大学
- 日本福祉大学
- 大谷女子大学

## 平成16年度選定大学（86件）

### 地域活性化への貢献
- 拓殖大学北海道短期大学
- 北見工業大学
- 札幌医科大学
- 千歳科学技術大学
- 北海道医療大学
- 北海道大学
- 山形大学
- 秋田県立大学短期大学部
- 福島県立医科大学
- 横浜国立大学
- 高崎経済大学
- 千葉商科大学
- 東京芸術大学
- 駿河台大学
- 慶應義塾大学
- 東京外国語大学
- 中央大学
- 文京学院大学
- 法政大学
- 日本赤十字武蔵野短期大学
- 岐阜大学
- 豊橋技術科学大学
- 富山県立大学
- 高岡短期大学
- 金沢工業大学
- 滋賀県立大学
- 大同大学
- 日本福祉大学
- 大阪大学
- 神戸大学
- 関西学院大学
- 京都外国語大学
- 岡山大学
- 北九州市立大学
- 県立長崎シーボルト大学
- 鹿屋体育大学

### 知的財産関連教育の推進
- 群馬大学
- 三重大学
- 東京工科大学
- 岐阜女子大学
- 帝塚山大学

### 仕事で英語が使える日本人の育成
- 東京医科歯科大学
- 福井大学
- 国際教養大学
- 工学院大学
- 昭和女子大学
- 東京医科大学
- 東京女子大学
- 立教大学
- 早稲田大学
- 名古屋外国語大学
- 立命館大学
- 神戸女学院大学
- 立命館アジア太平洋大学

### 他大学との統合・連携による教育機能の強化
- （共同）山形大学・山形県立保健医療大学・東北公益文科大学・山形県立米沢女子短期大学・羽陽学園短期大学・山形短期大学
- 京都大学
- 東京海洋大学
- （共同）桜美林大学・大妻女子大学・國學院大學・国士舘大学・高千穂大学・玉川大学・東京工芸大学・東京女学館大学・東京農業大学・麻布大学・神奈川工科大学・鎌倉女子大学・相模女子大学・産業能率大学・松蔭大学・昭和音楽大学・女子美術大学・田園調布学園大学・女子美術大学短期大学部・東京田中短期大学・ヤマザキ動物看護短期大学・山野美容芸術短期大学・和泉短期大学・相模女子大学短期大学部・湘北短期大学・昭和音楽大学短期大学部・田園調布学園大学短期大学部・横浜美術短期大学
- （共同）金沢大学・北陸先端科学技術大学院大学・石川県立看護大学・金沢美術工芸大学・金沢医科大学・金沢学院大学・金沢工業大学・金沢星稜大学・金城大学・北陸大学・石川県農業短期大学・金沢学院短期大学・金城大学短期大学部・小松短期大学・星稜女子短期大学・北陸学院短期大学・石川工業高等専門学校・国際高等専門学校・放送大学
- （共同）広島大学・鳥取大学・岡山大学・山口大学・愛媛大学・広島県立大学

### 人材交流による産学連携教育
- 広島大学
- 滋賀医科大学
- 高知大学
- 亜細亜大学
- 東京女子医科大学
- 東京電機大学
- 京都産業大学
- 同志社大学
- 埼玉女子短期大学
- 長野工業高等専門学校
- （共同）琉球大学・沖縄県立芸術大学・沖縄国際大学

### ITを活用した実践的遠隔教育（e-Learning）
- 放送大学
- 佐賀大学
- 九州大学
- 徳島大学
- 関西大学
- 金沢大学
- 信州大学
- 長岡技術科学大学
- 法政大学
- 岐阜大学
- （共同）岐阜工業高等専門学校・群馬工業高等専門学校・鈴鹿工業高等専門学校
- 電気通信大学
- 横浜国立大学
- 北海道大学
- 公立千歳科学技術大学